# Venus von Vicofertile
Die Statue der neolithischen Venus von Vicofertile (italienisch Venere di Vicofertile) wurde 2006 in einem Grab der Vasi-a-bocca-quadrata-Kultur im Ortsteil Vicofertile der Stadt Parma in Norditalien gefunden. Sie wird auf die Zeit zwischen 5000 und 4300 v. Chr. datiert.
Die meisten Darstellungen einer Muttergöttin, die bereits in verschiedenen neolithischen Gräbern und Siedlungen in Italien gefunden wurden, sind fragmentarisch (Venus von Macomer), die Statue von Vicofertile ist dagegen intakt. Die Statue, die zu einer Frauenbestattung gehört, lag vor dem Gesicht der Toten über dem linken, nach oben abgewinkelten Arm. Ihre Entdeckung ist das Ergebnis der systematischen Untersuchungen der neolithischen Gräberfelder in der Emilia-Romagna. Im Grab wurden auch zwei Trinkgefäße gefunden. Die Statue befindet sich im Archäologischen Nationalmuseum Parma.

## Beschreibung
Die Statue ist aus schwarzer Keramik hergestellt, die ausschließlich für Bestattungen fabriziert wurde. Die Figur gehört zu den klassischen Statuen der „Vasi-a-bocca-quadrata-Kultur“, wie sie bereits von kleineren Fragmenten, die im Zusammenhang mit Bestattungen oder in Höhlen gefunden wurden, bekannt sind. Sie ist fast 20 cm lang und stellt eine schlanke sitzende Frau mit langen Haaren, ovalem Gesicht, geschlitzten Augen und markanter, schnabelartiger Nase dar. Der Mund fehlt, was möglicherweise darauf hindeutet, dass man in der Welt der Toten nicht sprach. Die Arme sind vom Körper gelöst. Unter den dreieckigen, flachen Brüsten faltet sie ihre Hände oberhalb der Taille. Der Unterkörper ist massiv, die Beine sind angewinkelt und die Füße (wie oft beobachtet) nur rudimentär ausgebildet. Details, wie die Finger, zeigen indes die extreme Sorgfalt der Arbeit. Im Gegensatz zu den meisten italienischen Tonfigurinen wurde diese nicht rituell zerschlagen. Das Schamdreieck war gezeichnet, wobei hier Weiß (also Farbe des Todes) benutzt wurde, während Rot als Farbe des Lebens gedeutet wird, wie sie vielfach in Siedlungen vorkommt.
Neben der Bestattung der Frau gibt es vier Männergräber. Obwohl die mögliche Beziehung zwischen den fünf Bestattungen noch zu untersuchen ist, ist die Bedeutung der weiblichen Bestattung unbestreitbar. Alle Verstorbenen sind in der typischen Hockerposition der Jungsteinzeit auf der linken Seite liegend, mit dem Kopf nach Osten bzw. Süden ausgerichtet.

## Kontext
Das Gebiet zwischen Piacenza und Reggio nell’Emilia ist dank der Entdeckung von etwa 150 Gräbern der Bereich in Italien, aus dem, abgesehen von Sardinien, die größte Zahl jungsteinzeitlicher Bestattungen vorliegt. Alle Gräber stammen aus der „Vasi-a-bocca-quadrata-Kultur“ und werden zwischen 5000 und 4300 v. Chr. datiert. Es gibt, anhand der Beigaben, den Beleg für die soziale Ungleichheit in den Siedlungen des 5. Jahrtausends v. Chr. Es gibt Zeugnisse für rituelle Zeremonien im Kontext mit der Bestattung. Einige Gräberfelder liegen nahe beieinander und zeigen ausgerichtete Gräbergruppen, die Beziehung zwischen ihnen anzeigen. Die Existenz von Siedlungsbestattungen ist so verbreitet, dass sie nicht zufällig sein kann.
Die Spiritualität der schriftlosen Gemeinschaften kann nur über Objekte der Anbetung erfasst werden. In den ältesten landwirtschaftlichen Gemeinschaften (etwa 11.000–5.000 v. Chr.) gibt es weibliche Idole vom Nahen Osten, über Südost-Europa bis Italien (und darüber hinaus), die als Darstellungen der Muttergöttin gelten. Sie gehört zu einem Fruchtbarkeitskult, der trotz bemerkenswerter Differenziertheit mit der Akzentuierung von Brüsten, Becken und Vulva, also den Merkmalen der Frau, verbunden ist. Die Verehrung einer Muttergottheit scheint durch alle bäuerlichen Gemeinschaften zu gehen. Seltener ist die anthropomorphe Darstellung einer männlichen Gottheit, die stattdessen durch das Bild des Stieres und seine Hörner dargestellt worden zu sein scheint.